# Ареа Монте Скалпело
Ареа Монте Скалпело је насеље у Италији у округу Ена, региону Сицилија.
Према процени из 2011. у насељу је живело 2 становника. Насеље се налази на надморској висини од 300 м.